# ジョン・ロバート・ホールデン
J.R.ホールデン（J.R.ホールデン）ことジョン・ロバート・ホールデン（ロシア語: Джон Ро́берт Хо́лден,英語: Jon Robert Holden、1976年8月10日 - ）は、ロシアの元プロバスケットボール選手。ペンシルベニア州ピッツバーグ出身。ポジションはポイントガード。185cm、84kg。